# Jakuszyńce
Jakuszyńce (ukr. Якушинці) – wieś na Ukrainie w rejonie winnickim, obwodu winnickiego.

## Dwór
- dwór wybudowany w 1860 r. w stylu nowoczesnej willi przez Rusanowskich[1].

## Urodzeni
- Piotr Jaksa Bykowski -  polski powieściopisarz i prawnik, związany z teatrem kamienieckim urodził się w Jakuszyńcach w 1823. Majątek Jakuszyńce należał do rodziców Bykowskiego.